# Fascist Defence Force
La Fascist Defence Force (FDF) (en français : Force de défense fasciste) était la section paramilitaire de la British Union of Fascists. Elle a été créée en août 1933 par Oswald Mosley, après que la BUF eut acquis son siège principal, la Black House (anciennement The Whitelands Teacher Training College), à King's Road, à Chelsea. La force de défense fasciste comptait trois cents hommes; ils portaient des chemises et des pantalons noirs (leurs chemises, inspirées de la veste d'escrime de Mosley, s'apparentaient à des pulls à col polo), ainsi que six insignes et des rayures pour indiquer leur rang. Ils portaient également un brassard rouge avec le symbole de la BUF, le Flash and circle représentant "l'action dans l'unité".
Une unité d'élite au sein de la force de défense fasciste, la Brigade I, a servi de garde du corps personnelle à Mosley; ils portaient également des vestes d'escrime noires, mais avec des culottes et des bottes en cuir noir.
La Force de défense fasciste entretenait trente véhicules à moteur, y compris cinq fourgonnettes de transport rapide spécialement équipées de fenêtres grillagées et de plaques latérales de protection contre les missiles, chacune pouvant accueillir 20 personnes.
Eric Piercy, inspecteur spécial de la police et ancien agent d’assurance, commandait le FDF; son second était Ian Dundas, un ancien officier de la Royal Navy.